# 托米斯拉夫·法尔卡什
托米斯拉夫·法尔卡什（1971年10月4日—），克罗地亚男子手球运动员。他曾代表克罗地亚国家队参加冰岛举办的1995年世界男子手球锦标赛，获得亚军。